# Seznam dílů seriálu Berlínská mise
Toto je seznam dílů seriálu Berlínská mise.

## Přehled řad
| Řada | Díly | Premiéra v USA   | Premiéra v USA    | Premiéra v ČR (HBO) | Premiéra v ČR (HBO) | Premiéra v ČR (Prima / Prima Krimi) | Premiéra v ČR (Prima / Prima Krimi) |
| Řada | Díly | První díl        | Poslední díl      | První díl           | Poslední díl        | První díl                           | Poslední díl                        |
| ---- | ---- | ---------------- | ----------------- | ------------------- | ------------------- | ----------------------------------- | ----------------------------------- |
| 1    | 10   | 16. října 2016   | 18. prosince 2016 | 13. listopadu 2016  | 22. ledna 2017      | 23. listopadu 2017                  | 1. února 2018                       |
| 2    | 9    | 15. října 2017   | 3. prosince 2017  | 19. listopadu 2017  | 14. ledna 2018      | 27. ledna 2019                      | 24. února 2019                      |
| 3    | 10   | 2. prosince 2018 | 17. února 2019    | 16. prosince 2018   | 24. února 2019      | bude oznámeno                       | bude oznámeno                       |

## Seznam dílů

### První řada (2016)
| Č. v seriálu | Č. v řadě | Původní název               | Český název               | Režie              | Scénář                                                              | Premiéra v USA     | Premiéra v ČR (HBO) | Premiéra v ČR (Prima) |
| ------------ | --------- | --------------------------- | ------------------------- | ------------------ | ------------------------------------------------------------------- | ------------------ | ------------------- | --------------------- |
| 1            | 1         | Station to Station          | Na suchu                  | Michaël R. Roskam  | Olen Steinhauer                                                     | 16. října 2016     | 13. listopadu 2016  | 23. listopadu 2017    |
| 2            | 2         | Lights Don't Run on Loyalty | Loajalita nájem nezaplatí | Michaël R. Roskam  | Olen Steinhauer                                                     | 23. října 2016     | 20. listopadu 2016  | 30. listopadu 2017    |
| 3            | 3         | Riverrun Dry                | Návrat ke kořenům         | Christoph Schrewe  | Bradford Winters                                                    | 30. října 2016     | 27. listopadu 2016  | 7. prosince 2017      |
| 4            | 4         | By Way of Deception         | Hacknutí                  | Christoph Schrewe  | Larry J. Cohen                                                      | 6. listopadu 2016  | 4. prosince 2016    | 14. prosince 2017     |
| 5            | 5         | Unter Druck                 | Pod tlakem                | Giuseppe Capotondi | Amanda Kate Shuman                                                  | 13. listopadu 2016 | 11. prosince 2016   | 20. prosince 2017     |
| 6            | 6         | Just Decisions              | Rozhodnutí                | Giuseppe Capotondi | námět: Olen Steinhauer a Amanda Kate Shuman scénář: Olen Steinhauer | 20. listopadu 2016 | 18. prosince 2016   | 4. ledna 2018         |
| 7            | 7         | Proof of Life               | Rukojmí                   | John David Coles   | námět: Amanda Kate Shuman scénář: Adria Lang                        | 27. listopadu 2016 | 25. prosince 2016   | 11. ledna 2018        |
| 8            | 8         | False Negative              | Detektor lži              | John David Coles   | Kyle Bradstreet                                                     | 4. prosince 2016   | 8. ledna 2017       | 18. ledna 2018        |
| 9            | 9         | Thomas Shaw                 | Thomas Shaw               | Joshua Marston     | Bradford Winters                                                    | 11. prosince 2016  | 15. ledna 2017      | 25. ledna 2018        |
| 10           | 10        | Oratorio Berlin             | Berlínská pobočka         | Joshua Marston     | Olen Steinhauer                                                     | 18. prosince 2016  | 22. ledna 2017      | 1. února 2018         |

### Druhá řada (2017)
| Č. v seriálu | Č. v řadě | Původní název                   | Český název           | Režie              | Scénář                            | Premiéra v USA     | Premiéra v ČR (HBO) | Premiéra v ČR (Prima Krimi) |
| ------------ | --------- | ------------------------------- | --------------------- | ------------------ | --------------------------------- | ------------------ | ------------------- | --------------------------- |
| 11           | 1         | Everything's Gonna Be Alt-Right | Zpátky ve hře         | Christoph Schrewe  | Tony Basgallop a Bradford Winters | 15. října 2017     | 19. listopadu 2017  | 27. ledna 2019              |
| 12           | 2         | Right Here, Right Now           | Test důvěry           | John David Coles   | Tony Basgallop                    | 15. října 2017     | 26. listopadu 2017  | 2. února 2019               |
| 13           | 3         | Right to the Heart              | Přímo do srdce        | John David Coles   | Kiersten Van Horne                | 22. října 2017     | 3. prosince 2017    | 3. února 2019               |
| 14           | 4         | Do the Right Thing              | Správná věc           | Bronwen Hughes     | Larry J. Cohen                    | 29. října 2017     | 10. prosince 2017   | 9. února 2019               |
| 15           | 5         | Right of Way                    | Výměna                | Bronwen Hughes     | Lara Shapiro                      | 5. listopadu 2017  | 17. prosince 2017   | 10. února 2019              |
| 16           | 6         | The Right Hook                  | Odkud vítr vane       | Sarah Pia Anderson | Nina Braddock a Bradford Winters  | 12. listopadu 2017 | 24. prosince 2017   | 16. února 2019              |
| 17           | 7         | Right and Wrong                 | Svět není černobílý   | Sarah Pia Anderson | Zach Craley                       | 19. listopadu 2017 | 31. prosince 2017   | 17. února 2019              |
| 18           | 8         | The Righteous One               | Atentát               | Giuseppe Capotondi | Tony Basgallop                    | 26. listopadu 2017 | 7. ledna 2018       | 23. února 2019              |
| 19           | 9         | Winners Right the History Books | Dějiny píšou vítězové | Giuseppe Capotondi | Bradford Winters                  | 3. prosince 2017   | 14. ledna 2018      | 24. února 2019              |

### Třetí řada (2018–2019)
| Č. v seriálu | Č. v řadě | Původní název                        | Český název   | Režie             | Scénář           | Premiéra v USA    | Premiéra v ČR (HBO) |
| ------------ | --------- | ------------------------------------ | ------------- | ----------------- | ---------------- | ----------------- | ------------------- |
| 20           | 1         | Aut Concilio Aut Ense                | bude oznámeno | Christoph Schrewe | Jason Horwitch   | 2. prosince 2018  | 16. prosince 2018   |
| 21           | 2         | Fire Knows Nothing of Mercy          | bude oznámeno | Christoph Schrewe | Jill Blotevogel  | 2. prosince 2018  | 23. prosince 2018   |
| 22           | 3         | The Old Lie                          | bude oznámeno | Bronwen Hughes    | HSM Resnik       | 17. prosince 2018 | 6. ledna 2019       |
| 23           | 4         | If You Swear, You'll Catch No Fish   | bude oznámeno | Bronwen Hughes    | Jennifer Kennedy | 24. prosince 2018 | 13. ledna 2019      |
| 24           | 5         | The Dream of the Four Policemen      | bude oznámeno | Hagen Bogdanski   | Sara Gran        | 7. ledna 2019     | 20. ledna 2019      |
| 25           | 6         | In Cold Hell                         | bude oznámeno | Christoph Schrewe | Morenike Balogun | 14. ledna 2019    | 27. ledna 2019      |
| 26           | 7         | The Eye Fears When It Is Done to See | bude oznámeno | Tanya Hamilton    | Zach Craley      | 21. ledna 2019    | 3. února 2019       |
| 27           | 8         | The Green Dacha                      | bude oznámeno | Tanya Hamilton    | Jennifer Kennedy | 28. ledna 2019    | 10. února 2019      |
| 28           | 9         | End of War                           | bude oznámeno | Marc Jobst        | Jill Blotevogel  | 10. února 2019    | 17. února 2019      |
| 29           | 10        | Book of the Fallen                   | bude oznámeno | Marc Jobst        | Jason Horwitch   | 17. února 2019    | 24. února 2019      |